# マラウイの歴史

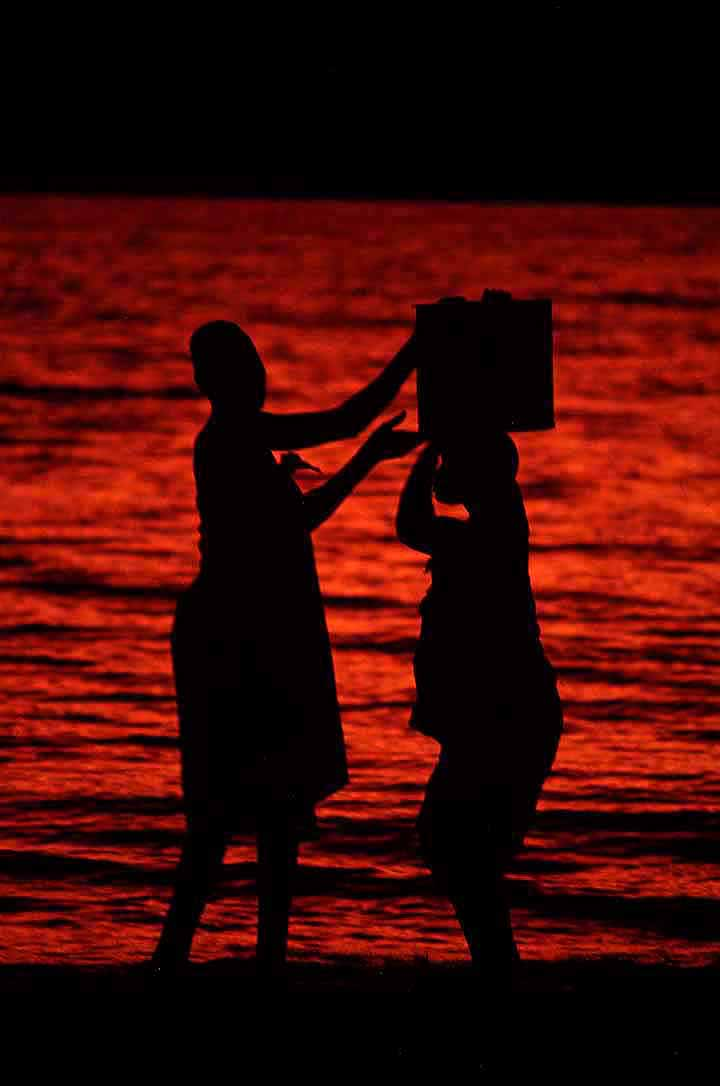
夜明けの空を水面に映すマラウイ湖。マラウイの歴史はマラウイ湖と密接な関係にある。

本稿、マラウイの歴史（History of Malawi）は、現在のマラウイ共和国に該当する地域の歴史について扱う。この地域はかつて、バントゥー系民族により建てられたマラビ帝国の一部であった。19世紀末にイギリスの保護領となり、イギリス中央アフリカ保護領やニヤサランド、ローデシア・ニヤサランド連邦などを経た後に、1964年にマラウイとして独立した。

## 有史以前

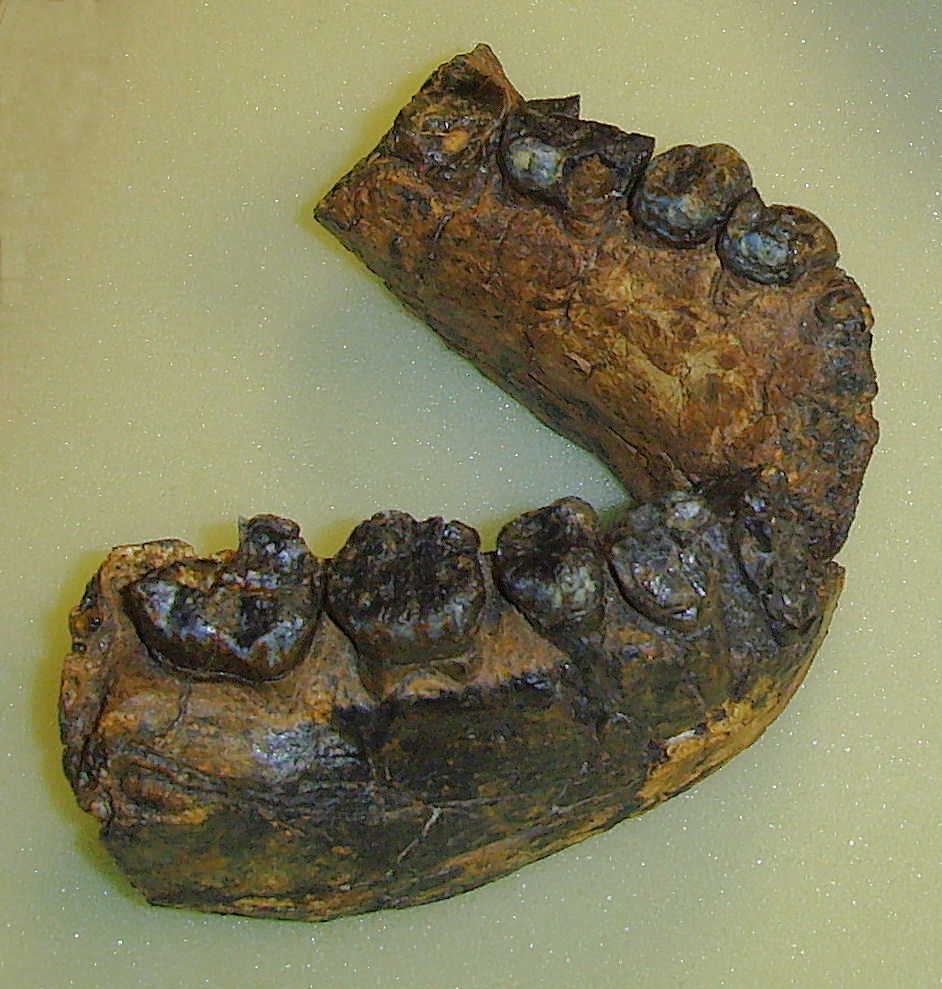
マラウイで発掘されたヒト科動物の下顎の化石

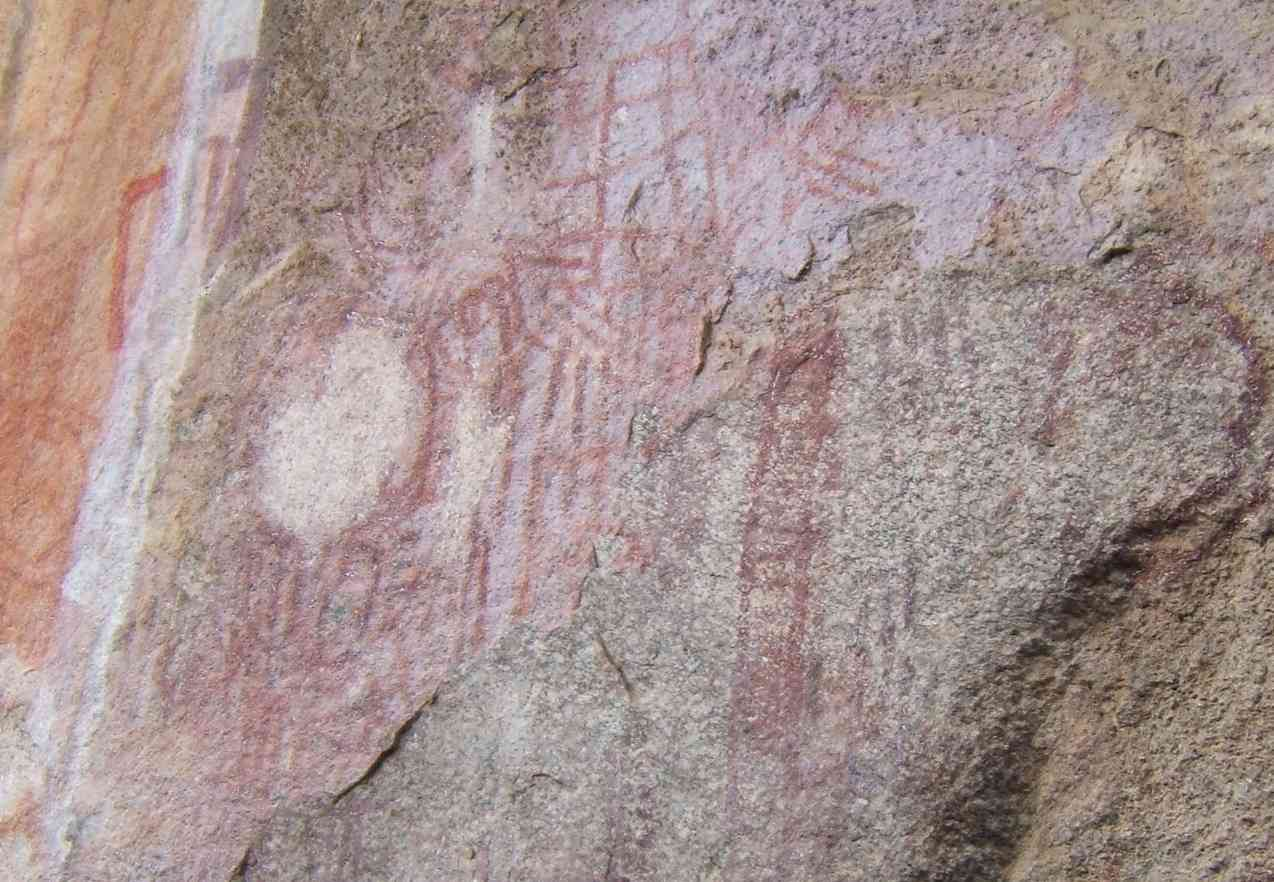
チョンゴニの岩絵地域の壁画

人類の祖先として現在知られている中で最古のものは、ケニアのトゥゲン丘陵で発見されたおよそ600万年前のオロリン・トゥーゲネンシスであるが、マラウイで発見されたヒト科動物遺骸と石器は、考古学的調査から100万年以上昔のものであることが明らかとなっている。また、およそ6万年から5万年前の原始人類がマラウイ湖周辺に住んでいたことが判明している。さらに、紀元前8000年頃と推定されたヒトの遺骸の身体的特徴は、現在のアフリカの角に暮らす人々と類似していることが分かったほか、別の地点から発見された紀元前1500年頃の遺骸は、サン人に近い特徴が見られたことが報告されている。
小柄な体躯と銅色の肌を持つサン人は現在幾つかのグループに分かれているが、現在のマラウイに住む彼らの子孫はトゥワと呼ばれる狩猟採集民族グループを形成している。2006年に世界遺産となった中部州のデッザ県にあるチョンゴニの岩絵地域の狩猟絵は、トゥワの祖先が描いたものである。

## マラビ帝国

17世紀半ばのマラビ帝国の領土

現在のマラウイの国家名であるMalawiは、かつてこの地域に存在したマラビ帝国（Maravi ）の語に由来するものである。マラビ帝国として知られるこの国家は、15世紀終わりごろにバントゥー系民族のマラビ族によって建国された。現在のチェワ族の先祖として知られるマラビ族は、現在のコンゴ共和国がある地域から、病気や社会的騒乱から逃れるためにマラウイ湖の北側地域まで移住してきた。そのため、"Chewa"の語は"外国人"を意味する単語であるとの説がある。移住した先でマラビ族は、統一的な防衛組織を持たずに小規模な家族のクランを構成して生活する先住民族のトゥワを攻撃して追い詰め、殲滅していった。なお、このマラビ帝国の人々は、製鉄業に携わっていたことが知られている。また、マラビとは"光線"を意味すると考えられ、この国名は多くの窯が夜空を照らす姿から由来した可能性がある。
マラウイ湖の南西部の海岸で発足したマラビ帝国は、最終的にはマラウイのほかに現代のモザンビークやザンビアの一部を含む、広大な領土を持つ国家へと成長した。このマラビ帝国が発展していた期間の支配者は、フィリ（Phiri）の氏族に属するカロンガ（Kalonga）の肩書きを持つものであり、自らの居住地をマンチンバ（Manthimba）に置いた。カロンガの指揮の下、新たな領土を占有し、征服するための下位首長が任命されていた。しかし、任命を受けた下位首長同士の争いや奴隷貿易の影響を受けてカロンガの権威は低下し、18世紀初頭の頃からマラビ帝国は衰退し始めた。

## 交易と襲来

### ポルトガル人

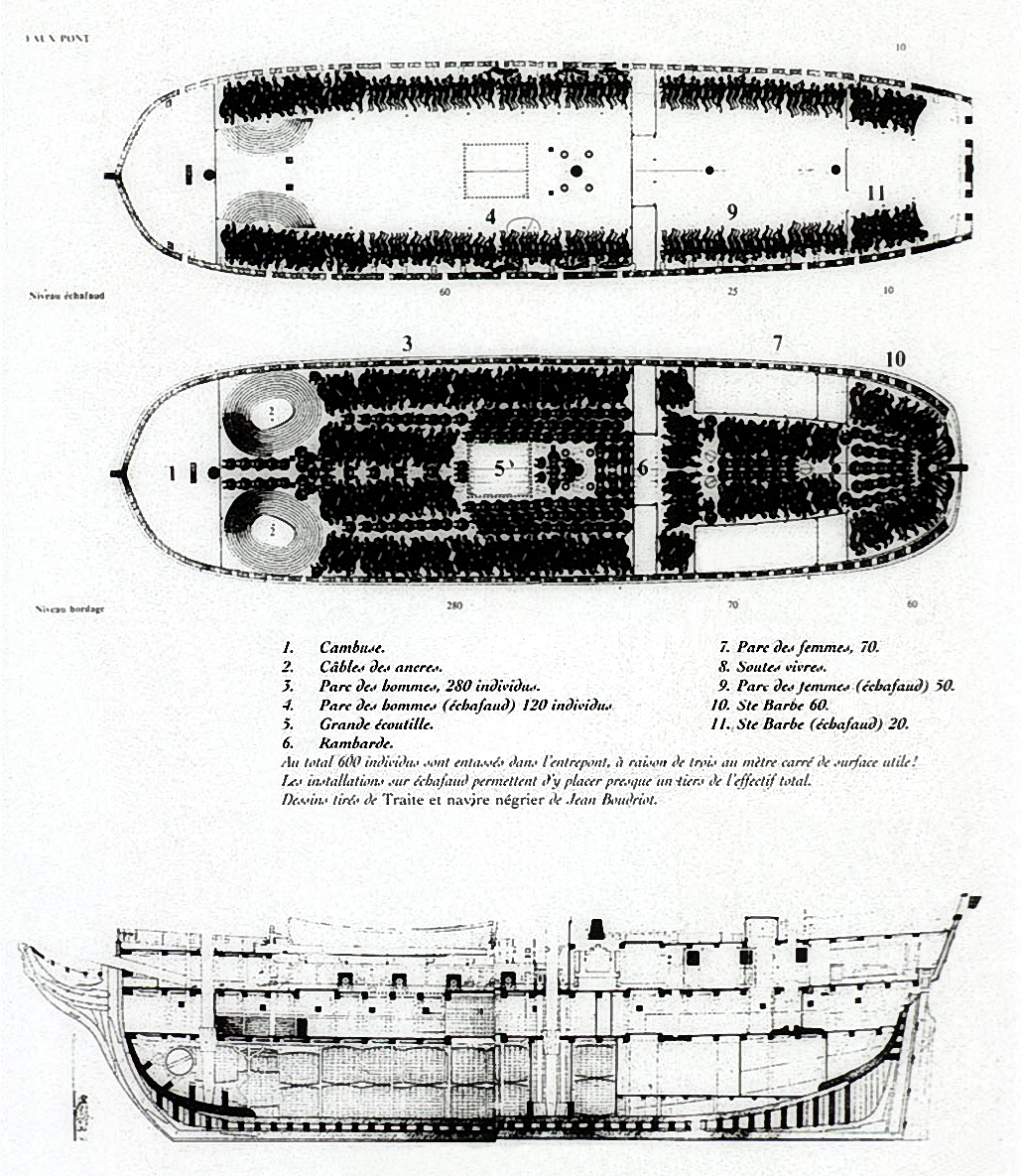
奴隷船の一例

発足当初の頃のマラビ帝国の経済は大部分を農業に依存しており、雑穀やモロコシの生産を主として行っていた。ヨーロッパ人との接触が初めてあったのはマラビ帝国治政下の16世紀のことであり、その後幾度かの接触がポルトガル人によって行われた記録が残されている。マラビ帝国の領土は16世紀半ばには現在のモザンビーク東部の海岸域まで達しており、マラビ族は象牙や鉄、奴隷などを交易品としてポルトガル人やアラブ人と貿易を行っていた。この貿易により、マラビ帝国全土の共通語としてチェワ語の普及が一層進んだとされる。
16世紀になるとポルトガル人は現在のモザンビークのテテ経由してマラビ帝国の領土へと到達し、この国に住む人々に関する文章報告をヨーロッパ人として初めて行った。また、ポルトガル人はこの地域に初めてトウモロコシを持ち込み、後にトウモロコシはそれまでこの地域で主食とされていたモロコシに代わり、主食の地位を占めることとなった。マラビ族はまたポルトガルとの間に奴隷貿易を行い、売却された奴隷は主にポルトガルの植民地であったモザンビークやブラジルのプランテーションでの労働に従事させられた。

### ンゴニ族
マラビ帝国の衰退は、2つの強大な他民族の登場と関連している。その一方は、現在の南アフリカ共和国のクワズール・ナタール州に該当する地域からマラビ帝国へやってきた、ズワンゲンダバ（Zwangendaba）率いるンゴニ族である。このンゴニ族の移住は、ズールー人の王を巡りシャカ・ズールーとズウィデが争い、ズウィデが敗れたことに起因する。ズウィデの配下であったズワンゲンダバは、シャカ・ズールーとの戦いを続けたが一方的に押され続け、最終的には北方へ逃れるためのムフェチャネ（en:mfecane）と呼ばれる大移動を行ったのである。このムフェチャネは、マラビ帝国を含めた南部アフリカ地域に多大な影響を与えた。シャカの軍勢と戦闘を行っていた期間、ンゴニ族は軍事的戦略としてマラビ帝国に対し度々の攻撃や占領を行った。その後、ンゴニ族は岩山地帯に定住すると、食料の略奪や奴隷の獲得を目的として、マラビ帝国へ毎年攻め込むようになった。ンゴニ族は、獲得した奴隷の大部分を軍隊を養うための食料の生産に従事させ、子供の場合は戦士として養育した。また、一部は奴隷商人への売却を行った。

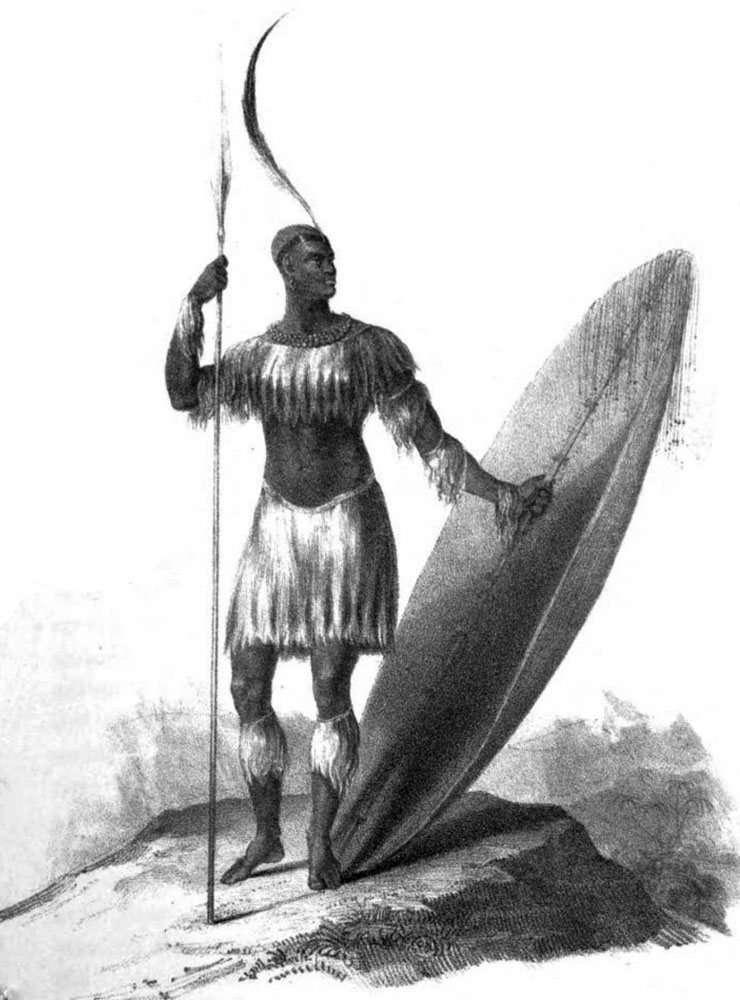
ズールー人の王、シャカ・ズールー

### ヤオ族
マラビ帝国の衰退に影響を与えたもう一方の民族が、周辺地域に強い力を及ぼしていたヤオ族である。ヤオ族は、マクア族（Makua tribe）との戦闘や飢餓から逃れるために、モザンビークの北部からマラビ帝国へと移住してきた民族である。マクア族は、ヤオ族がザンジバルのアラブ人商人との象牙や奴隷の交易によって富を蓄えていたため、敵として襲撃を行うようになった。ヤオ族はマラビ帝国への移住を行った後すぐに、マラビ族とンゴニ族の双方を襲撃して捕虜を獲得し、後に奴隷としてアラブ人やスワヒリ人へ売却した。なお、ヤオ族は他民族との紛争に銃を使用した、最初且つ長らく唯一の民族であった。1870年にヤオ族の支配者階級の人々は、伝統的なアニミズム信仰よりも、貿易のパートナーであるアラブ人の宗教であるイスラム教を信仰するようになった。ヤオ族がイスラム教へと改宗したことによる利益として、読み書きの教育やモスク設立の協力を行うシャイフの指導を受けることができた。また、アラブ人の貿易商はヤオ族に稲作を紹介し、この影響で現在でもマラウイ湖南部域では稲作が比較的盛んに行われている。

### アラブ人とスワヒリ人の連合
ヤオ族（或はチェワ人）との強いパートナーシップを背景として、アラブ人の貿易商はマラウイ湖の沿岸地域に何箇所かの交易所を設立した。これらのうち最大のものは1840年にアラブ人貿易商のジュンベ（スワヒリ語で首長、Jumbe, Salim Bin Abdalla ）によりコタコタに建設されたものである。ジュンベは、毎年5000人から20000人の奴隷をコタコタへ集め、コタコタからはキャラバンを組んで一度に500人程度の奴隷を輸送し、現在のタンザニアのリンディ州キルワ県の海岸沖にあるキルワ島へ一度運び込んだ。この効率的な奴隷集めの手法が確立したことで、奴隷貿易の主体はモザンビークのポルトガル人からザンジバルのアラブ人へと移っていった。
ヤオ族とンゴニ族は互いに幾度も争いを繰り返したものの、いずれの民族も決定的な勝利を収めることは出来なかった。マラビ帝国に住むその他の民族は、そのほとんどが両民族からの攻撃により壊滅した。マラビ族の首長のうちの幾人かは、アラブの奴隷商人と同盟を結んだスワヒリ人同士で同盟を結び、自らの部族の身を守った。

### ヨーロッパ人の探検家、宣教師、貿易商

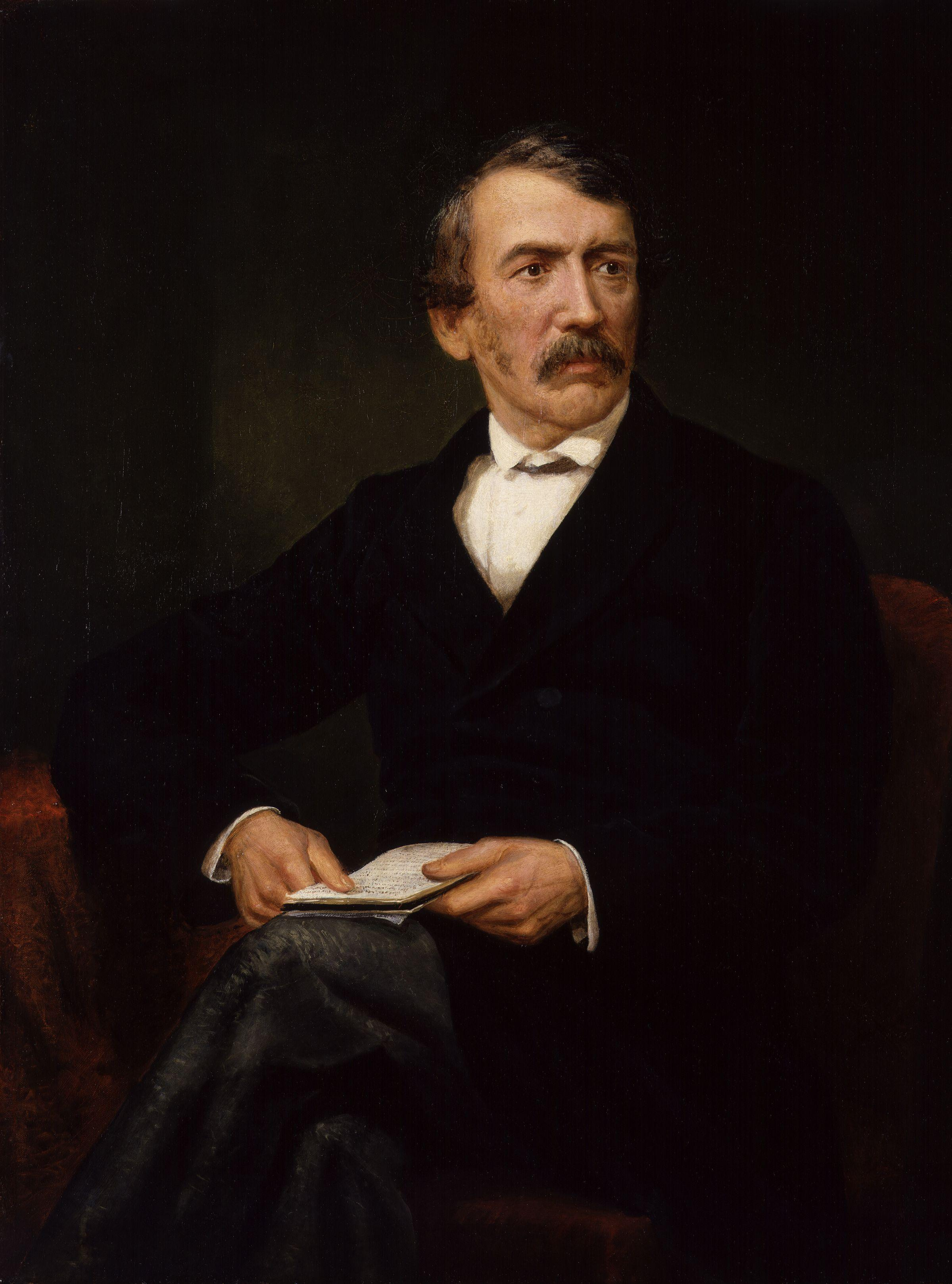
デイヴィッド・リヴィングストンの肖像

ポルトガル人は16世紀中にマラビ帝国と接触していたものの、マラビ族の指導者層まで手を伸ばすことが出来なかった。その結果、ヨーロッパ人として初めてマラウイ湖へ至り、彼らと歴史上重要な接触を行ったのは、イギリスの探検家で宣教師のデイヴィッド・リヴィングストンとなった。リヴィングストンがザンベジ川を蒸気船で遡り、マラウイ湖とその周辺を探検したのは1859年のことであった。この探検においてマラウイ湖をヨーロッパ人として初めて発見したリヴィングストンは、ヤオ族の言語であるヤオ語で湖を意味するNyasa から、ニヤサ湖と命名している。なお、奴隷貿易に反対していたリヴィングストンは、奴隷商人による探検の妨害を受けたほか、探検の途中に幾人かの従者に見放されて虚偽の死亡説を報告されたり、1867年のクリスマスには医療用カバンを盗まれたりした。その後、リヴィングストンは1873年にマラリアで没した。彼の生前の功績を称え、1876年には出身地のブランタイアにちなんだブランタイヤの町が設立されたほか、1894年には彼の名に因んだリビングストニアの町がスコットランド自由教会の宣教師により設立されている。

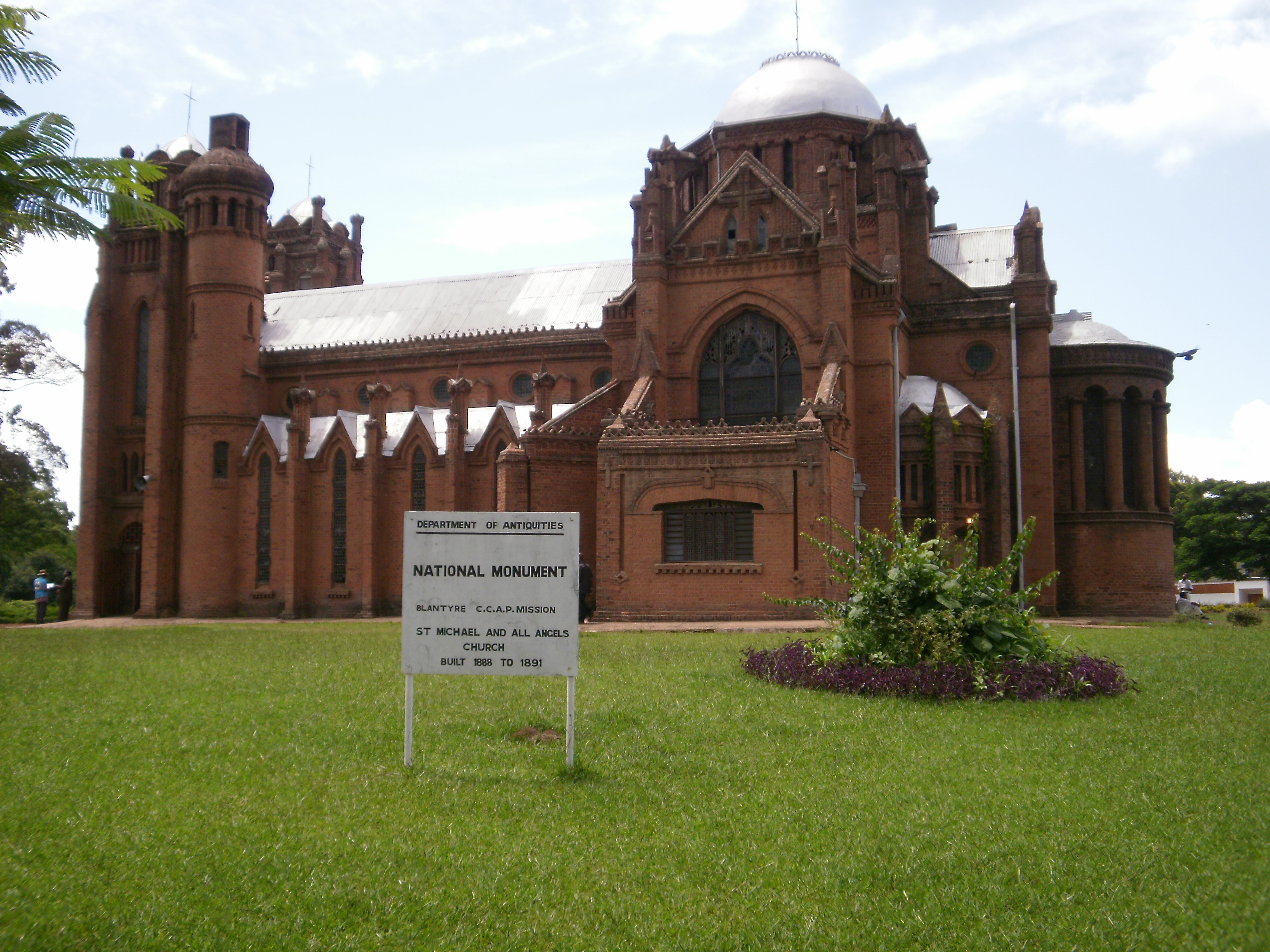
聖ミカエル及諸天使教会

リヴィングストンの探検以降、スコットランド長老派教会が、1876年にブランタイヤへ聖ミカエル及諸天使教会（en:St Michael and All Angels Church, Blantyre）設立を行ったほか、聖公会の宣教師がリコマ島へ教会の設立を行った。これらのイギリス人宣教師達の目的の一つには、19世紀末まで続くこととなるペルシア湾における奴隷貿易を終わらせることがあった。イギリス本国では既に1834年までに奴隷貿易の廃止を決定しており、アフリカ沿岸地域において他国の奴隷貿易の取締りを行っていたのである。1878年には、主にグラスゴー出身の貿易商を中心として、宣教師達への商品の供給や援助を目的としたアフリカン・レイク（en:African Lakes Corporation）が設立された。この動きに対し、その他の宣教師、貿易商、猟師、農園主などもこれに追随していった。

## イギリス中央アフリカ保護領

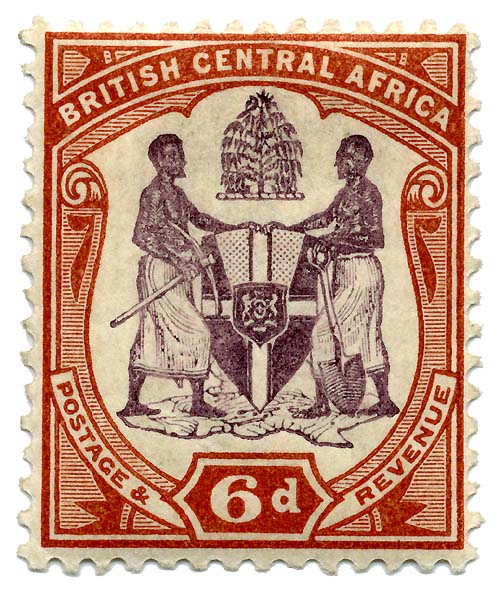
イギリス中央アフリカ保護領の紋章

1883年、イギリスの領事は"Kings and Chiefs of Central Africa"を任命され、1891年にはポルトガルとの間に英葡危機（Anglo-Portuguese Crisis）を経た後、同年中にシーレ高地保護領を宣言、1893年にはイギリス中央アフリカ保護領を設立した。このイギリス中央アフリカ保護領は1893年から1907年まで続いたが、この期間に施行された法律や行政手続きにより、入植した白人の優遇政策のほか、先住民族の所有する土地の奪取や権限の削減などが行われていった。また、この期間にコーヒーの栽培が始められており、現在でもマラウイの有力な換金作物の1つとなっている。
なお、このイギリスによる保護領時代は1963年末まで続くこととなる。

## ニヤサランド
1907年10月、イギリス中央アフリカ保護領はニヤサランドもしくはニヤサランド保護領と改名された。なお、ニヤサ（Nyasa ）とは、ヤオ族の言葉で湖を指す。

ニヤサランドの国旗

1914年に第一次世界大戦が始まると、アフリカ大陸各地でも中央同盟国側であったドイツの各植民地と、連合国側であったイギリス、フランス、ポルトガルなどの植民地との間で戦闘が発生した（詳しくはアフリカ戦線 (第一次世界大戦)を参照のこと）。ニヤサランドもドイツ領東アフリカとの間に戦闘を行い、黒人兵や民間人にも多くの犠牲を出した。
また、マラウイにおいて独立運動の先駆けとなる叛乱が、第一次世界大戦中の1915年に起きている。この叛乱を率いたジョン・チレンブウェは、アメリカのヴァージニア神学校（Virginia Theological College ）で学んだ後にニヤサランドへ帰国し、牧師を務めていた人物である。本来はヨーロッパ人同士の争いである第一次世界大戦へアフリカ人が巻き込まれることに疑問を抱いたチレンブウェは、部族の壁を越えてヨーロッパ人への叛乱を行った。1915年1月23日に始まったこの叛乱は、翌月の2月4日にチレンブウェがアフリカ人兵士に射殺されたことで終わりを迎えた。
当初、白人入植者に搾取される一方であった黒人たちであったが、チレンブウェのようにヨーロッパやアメリカで教育を受けたアフリカ人のエリート達が段々と、アフリカ人として主張し、政治的活動を行うようになっていった。そして、1944年には初の政治組織であるニヤサランドアフリカ人会議 (NAC) が結成され、後のマラウイ会議党となり、1964年にマラウイを独立させる原動力となった
なお、チレンブウェの死から50年後の1965年、マラウイが独立をとげた翌年に当たるこの年にはヘイスティングズ・カムズ・バンダ大統領により、マラウイ独立運動の先駆者としてチレンブウェの肖像画を載せた切手が発行された。その後、毎年1月15日は"ジョン・チレンブウェの日"（John Chilembwe Day ）としてマラウイの祝日となったほか、現行のマラウイ紙幣にもチレンブウェの肖像画が載せられている。

## ローデシア・ニヤサランド連邦

ローデシア・ニヤサランド連邦の国章

ローデシア・ニヤサランド連邦の国旗

1940年代後半、飛躍的な経済発展を遂げた南ローデシアは、北ローデシアの資源とニヤサランドの黒人の労働力の獲得、および、アフリカ人の民族主義を阻害する目的で、これら3つのイギリス領による連邦制の構築を主張し、これを受けて1953年8月1日にローデシア・ニヤサランド連邦が成立した。しかし、成立した連邦では南ローデシアの白人入植者を優遇する政策が多く、人口の99%以上を黒人が占めるニヤサランドには連邦制のメリットが少なかったことや、アフリカ諸国で独立への機運が高まっていたことがあり、1959年にはニヤサランド内で叛乱が発生することとなった。
また、その前年の1958年7月29日には、アメリカテネシー州のナッシュビルにあるメハリー医科大学（en:Meharry Medical College）で1937年に学位を取得し、イギリスとガーナで診療所を開いていたヘイスティングズ・カムズ・バンダがニヤサランドへ帰国。その後すぐにニヤサランドアフリカ人会議の指導者へと就任した。同会議は翌年にバンダを含む主要メンバーの逮捕により瓦解しかけるが、逮捕されなかった残りのメンバーによりマラウイ会議党 (MCP) が結成された。バンダは北ローデシアのグウェロ刑務所（Gwelo Prison）へ送られたものの、翌1960年には出所してマラウイ会議党の指導者に就任するとともに、ロンドンで行われた連邦の憲法に関する協議会に出席した。
1961年4月15日、バンダ率いるマラウイ会議党は、新たに制定された憲法の下で行われた1961年ニヤサランド立法議会選挙に圧勝した。バンダは立法議会で重要な役割を得て、1年後の1962年には実質的なニヤサランドの統治者となっていた。また、1962年11月にロンドンで第2回目の憲法協議会が行われ、イギリス政府は翌1963年からニヤサランドに、自治権を与えることに同意した。

## 自治領ニヤサランド
1963年2月1日に、ヘイスティングズ・カムズ・バンダは首相へと就任したが、イギリスは依然としてニヤサランドの経済、国防、司法などをコントロールしたままであった。完全な自治権を獲得するために、ニヤサランド自治領政府は1963年5月に、新たな憲法を発布した。また、1963年には連邦離脱権をイギリスから獲得し、ローデシア連邦とニヤサランドは1963年12月31日に分離した。

## マラウイとして独立

マラウイ共和国の国旗

1964年7月6日、マラウイはイギリス連邦内の英連邦王国として独立を果たした。なお、独立の直前に行われた1964年マラウイ総選挙では、全選挙地区においてマラウイ会議党の候補以外の出馬が無かったため、マラウイは独立時点から一党制の政治が行われることとなった。なお、それから2年後の1966年に、憲法でマラウイ会議党以外の政党結成が禁止され、一党制体制が法的に確立された。また、1966年にマラウイは共和制を採用して現在のマラウイ共和国となり、バンダは首相から大統領へと就任した。
このマラウイ会議党による一党体制は、1993年の国民投票の結果、多党制が導入されるまでの30年近くに渡って維持されることとなる。

## 一党制時代
1970年にバンダはマラウイ会議党の終身党首となり、翌1971年には国会でバンダを終身大統領とすることが議決された。また、マラウイ会議党下の民兵組織であるYoung Pioneers を結成し、1990年代まで国家のコントロールを権威主義的に行った。
バンダは、常に自身を"終身大統領ングワジ・ヘイスティングズ・カムズ・バンダ博士閣下"と呼称させる独裁者であった。バンダへの忠誠はあらゆる場面で要求された。全ての商業ビルにはバンダの公式写真を壁に掛けることが要求され、その他のポスターや時計、絵画など一切のものを、バンダの写真より上部に設置することが禁止された。また、映画や演劇、学校の集会など、ほぼ全ての催し物の前には国歌が演奏されたほか、映画館においては国歌の演奏中はスクリーンにバンダ大統領が国民に手を振るシーンが流されていた。バンダが町を訪れる際には、地域の女性らが空港へ迎えに上がってダンスを行う必要があり、その折には、特別な服装とバンダの公式写真の掲揚を行うことが要求された。さらに、国で唯一のラジオ放送は、大統領のスピーチと政府のプロパガンダを放送していた。
また、バンダは女性がズボンを履くことと、膝が露出するようなスカートを履くことを法律により禁止した。また、男性の場合は髪の毛を襟首より下に伸ばすことが禁じられていた。教会の認可は政府が行い、エホバの証人のような特定の宗教団体に所属する人物は迫害され、周辺の国へと追い出された。また、全てのインド系のマラウイ市民は、家や職場から強制的に立ち退かされ、大きな都市のインド人居住区へと移住させられた。さらに、移住を行うことのほか、個人資産を海外へ持ち出すことや、他国の通貨を持ち込むことは法律で禁じられていた。そのため、資産や収入を手放さなければ、マラウイを去ることができなかった上、ほとんど全ての財産を手放し、海外でやり直したいと考えた人々にすら、海外渡航ビザはめったに下りなかった。なお、全ての旅行者は飛行機での出入国に際して手荷物の検査を受けた。
全ての映画は映画館で上映されるより前に、マラウイ検閲委員会によるチェックが行われていた。ヌードや政治的な題材など、検閲委員会により不適切と考えられた作品は当該場面の編集を受けた。また、手紙も検閲委員会によって監視されていた。海外との手紙のやり取りの場合、開封され、読まれたうえ、時には編集を受けていた。ビデオテープについても、検閲官によるチェックを受けるために、検閲委員会へ郵送する必要があった。検閲を受けたビデオテープには、検閲済みのステッカーが付与されて、所有者へと送り返された。さらに、電話は傍受されており、会話中に政治批判を行った際には通信が切断された。書店で販売される書物も検閲を受けており、ニューズウィークやタイムのような雑誌はページ丸ごとあるいはページの一部分が切り取られていた。

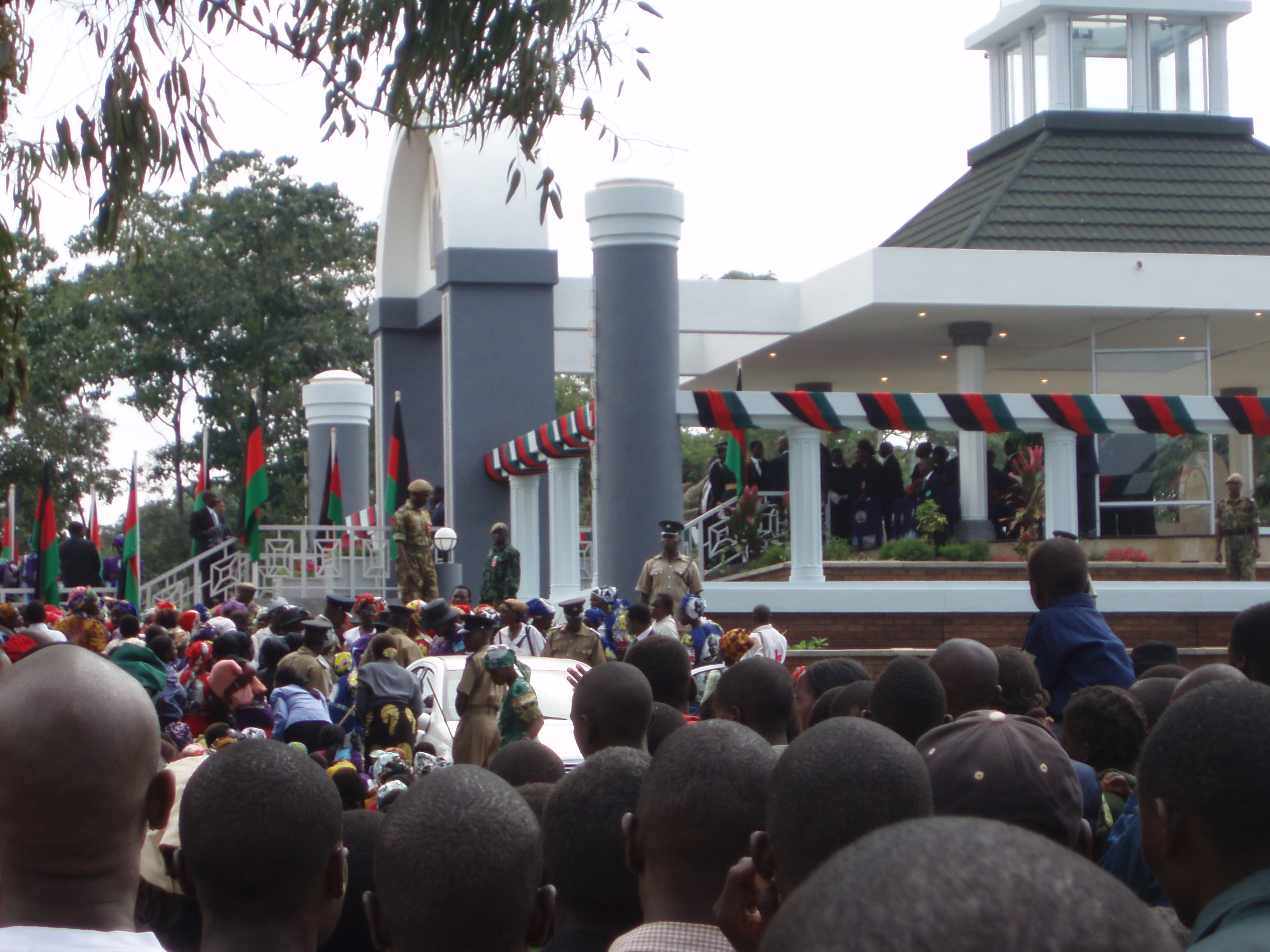
2006年に開館したバンダの霊廟、リロングウェにて。

なお、バンダ自身は不正財蓄により非常に裕福であった一方、バンダの統治期間中のマラウイは、その大部分が世界で10指に入る最貧国の1つであった。バンダは、数軒の大邸宅や企業、個人用ヘリコプター、自動車、その他の贅沢品を所有していた。またバンダ大統領を非難する発言は厳しく禁じられ、これを破ったものは多くが追放や投獄されたほか、マラウイ社会主義者同盟の指導者であったアッタチ・ムパカチのように暗殺された者すらいた。これらの行為により、バンダとマラウイ政府は、ヒューマン・ライツ・ウォッチとアムネスティ・インターナショナルから人権侵害行為を非難された。なお、1994年に大統領を引退した後、バンダは殺人と証拠隠滅の容疑で起訴された。その後、バンダは1997年11月に南アフリカ共和国の病院において101歳で病没した。
また、バンダはアパルトヘイトを行う南アフリカ共和国と外交関係を維持した、植民地独立後の数少ない指導者であった。

## 多党制導入後
バンダによる独裁政治が長らく維持されていたマラウイであったが、1991年に南アフリカ共和国大統領であったフレデリック・ウィレム・デクラークがアパルトヘイトの法的廃止を決定して以降、マラウイ国内の教会、および国際世論からの圧力増加と国内の民主化要求が高まってきた。この結果、翌1992年にバンダは、複数政党制を新たに導入するか、一党制をこのまま維持するかを国民投票により決めることを発表した。そして1993年6月14日、マラウイ建国以来初の国民投票が無事行われ、国民の3分の2近い得票を得て多党制導入が決定された。その翌年の1994年5月17日、マラウイ初の民主的且つ公平な選挙となる1994年マラウイ総選挙が暫定的な憲法規定の元に行われた。なお、この新たな憲法では、以前に憲法に規定されていたマラウイ会議党に対する特別権限が除かれているものであり、1995年に正式施行された。
選挙の結果、統一民主戦線 (UDF) の指導者であるバキリ・ムルジが、バンダを下して大統領へ当選した。また、所属党の統一民主戦線は、177議席中の82議席を獲得して第一党となったものの単独過半数には届かなかったため、 民主同盟 (AFORD) との連立与党を形成した。なお、1996年にこの連立は解消されたが、政府閣僚のポストを得ていた民主同盟所属の数人の議員は、民主同盟所属を離党して閣僚として残留した。なお、大統領となったムルジは、1995年にミズーリ・リンカーン大学（:en:Lincoln University）から名誉学位を授与された。 

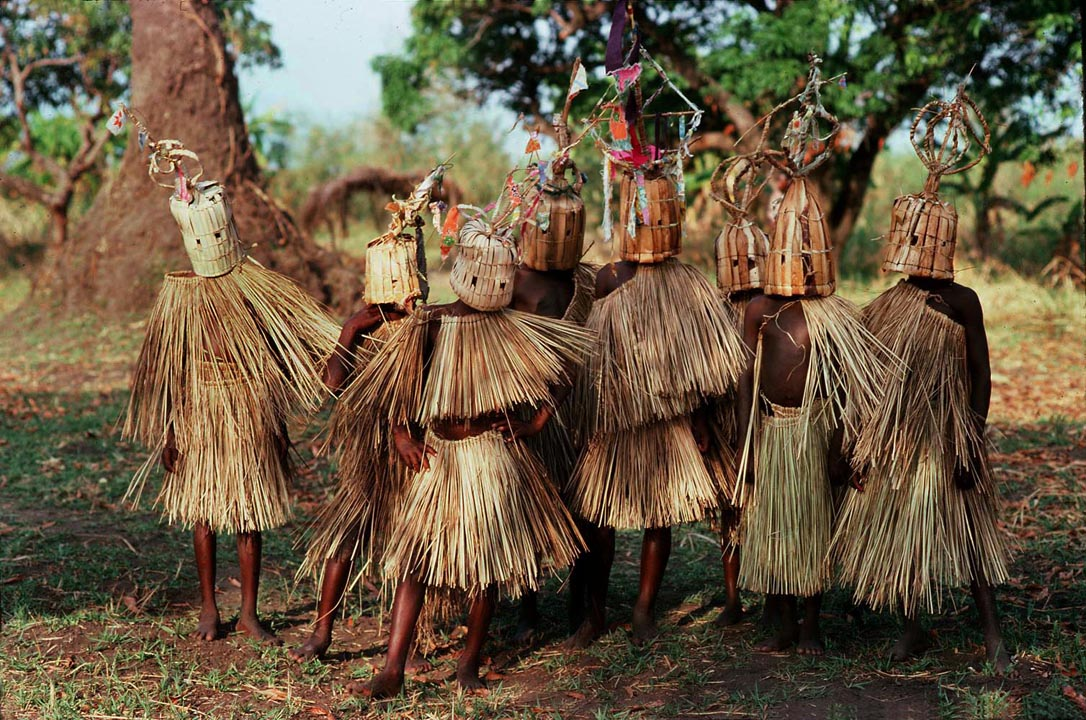
ムルジの出身部族であるヤオ族における、少年達の成人の儀式

1999年6月15日、マラウィは、2回目の民主的な選挙となる1999年マラウイ総選挙を実施した。ムルジは大統領二期目の就任を目指して出馬したが、この選挙では民主同盟がマラウイ会議党と選挙協力を行い、対立関係となった。選挙の結果、ムルジが過半数の票を獲得して2004年までの任期で大統領の二期目を務めることとなった。
この1999年の選挙は、マラウイ国内に内戦の瀬戸際間近の争いを生じる結果となった。トゥンブカ族やンゴニ族、ンコンデ族といった北部で優勢なキリスト教徒の部族は、南部出身でイスラム教徒のムルジが大統領へ再任されたことに対し、強い不満を持った。その結果、ムルジの出身部族であり、イスラム教徒であるヤオ族へのテロ運動が行われ、数百万ドル相当のヤオ族の資産が盗まれたり破壊されたりしたほか、200箇所近いモスクが放火の被害を受けた。

## 21世紀以降
2001年には、統一民主戦線の議席数は96議席である一方、民主同盟が30議席、マラウイ会議党が61議席で、残りの6議席は無所属となっていた。ただし、公的な政党としては認められていなかったものの、この無所属議員6人は国家民主同盟 (NDA) を結成しており、野党のポジションに属していたため、ムルジは少数与党による運営を強いられた。なお、国会の193議席中に占める女性議員数は、代理人1人も含めると計17人であった。

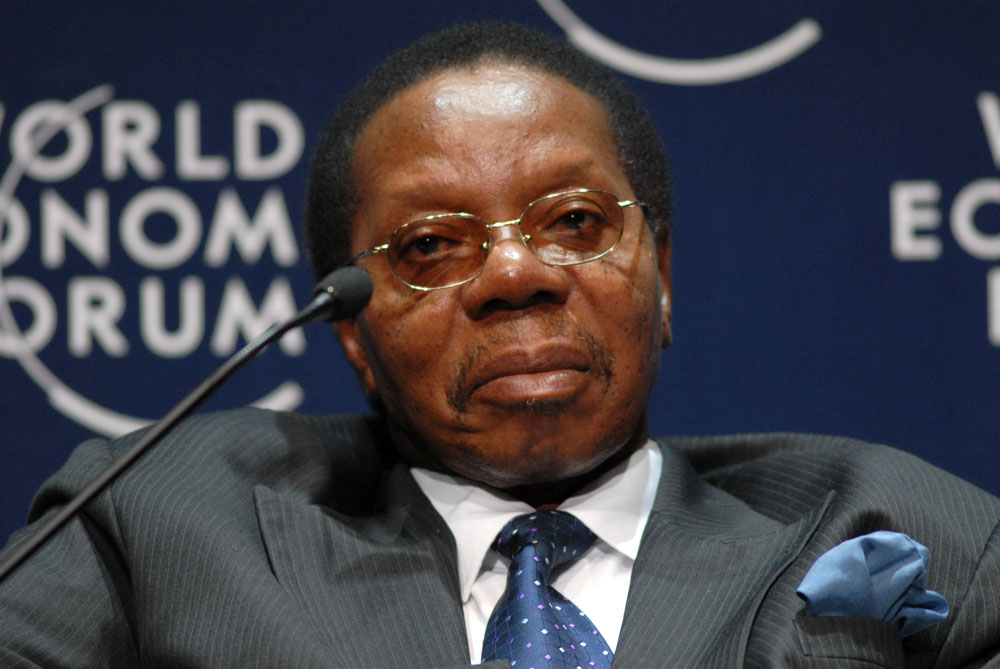
ビング・ワ・ムタリカ現マラウイ大統領

2004年5月に行われた2004年マラウイ総選挙では、マラウイの憲法規定によってムルジは出馬できなかったため、統一民主戦線からはムルジの支援を受けたビング・ワ・ムタリカが出馬した。ムタリカは、野党により支持されたジョン・テンボとグアンダ・チャクアンバに選挙で勝利し、大統領へと就任した。しかしながら、ムルジの所属する統一民主戦線は、1994年や1999年よりも議席数を大幅に減らして、マラウイ会議党に次ぐ第二党となった。そのままでは国会運営に差し障るため、幾つかの野党グループと連立を組み、過半数を確保した。しかしその後、ムタリカは汚職や政治腐敗を巡って党本部やムルジと対立した結果、2005年2月5日に統一民主戦線を離党し、新たに民主進歩党を結成した。なお、この政党は少数与党であったために、ムタリカは厳しい国会運営を強いられた。

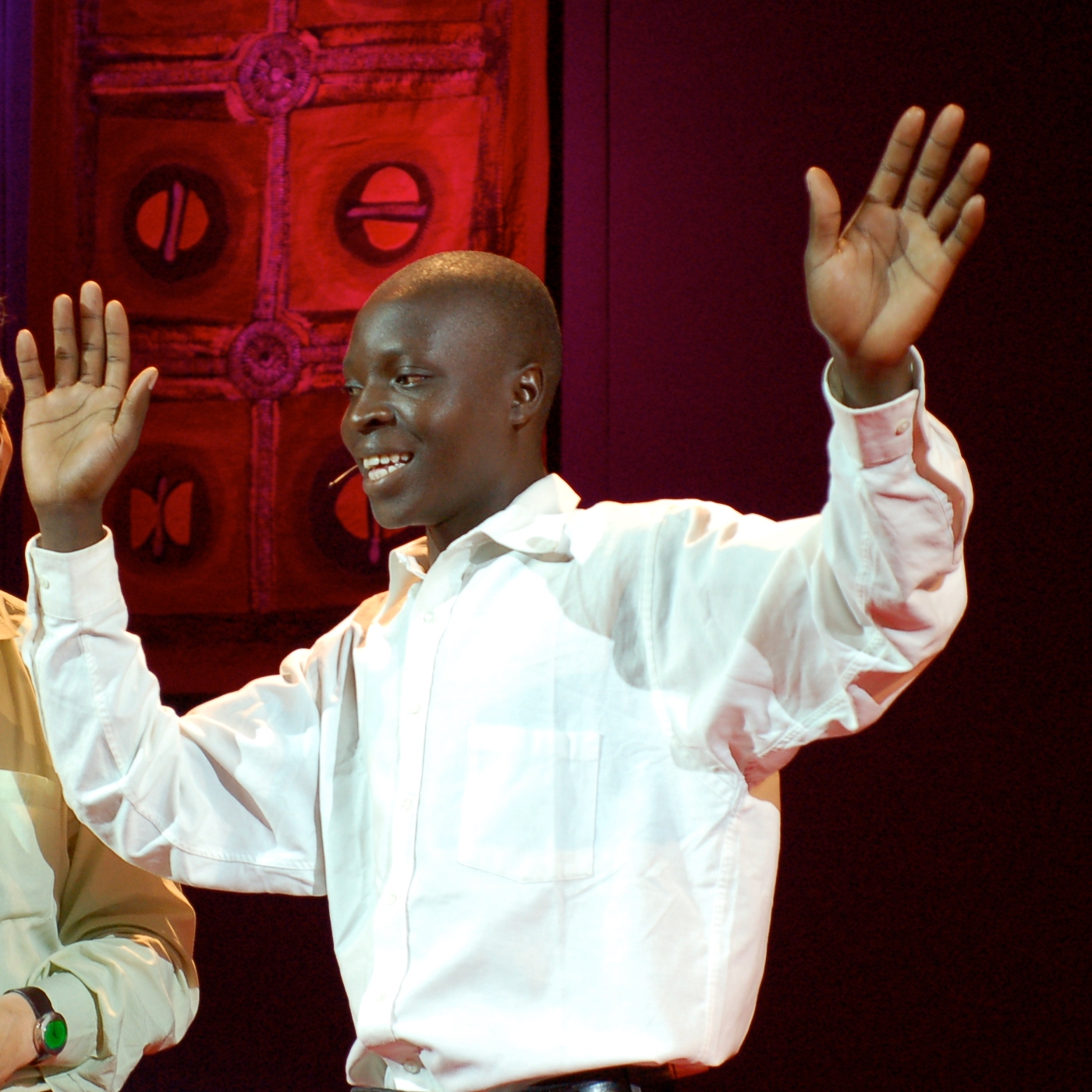
『風を操った少年』ことウィリアム・カムクワンバ

その後、2009年マラウイ総選挙にてムタリカは3分の2近い支持を得て大統領に再任され、所属する民主進歩党も過半数を単独で獲得し、安定政権となった。
その他、ウィリアム・カムクワンバはマラウイの人物として近年、世界的に知られた人物である。カムクワンバは2002年、14歳のときに授業料が支払えずにセカンダリースクールを中退したが、図書館で独学を続けた末に、廃品を用いて自力で風力発電用の風車を建築し、カスング県のマシタラ村の自宅で幾らかの電気を使えるようにしたことで名声を得た。カムクワンバの業績は、各国の環境団体から高い評価を受けている。